# Maculinea italica
Maculinea italica är en fjärilsart som beskrevs av Turati 1919. Maculinea italica ingår i släktet Maculinea och familjen juvelvingar. Inga underarter finns listade i Catalogue of Life.